# Drève Recteur Van Waeyenbergh
La drève Recteur Van Waeyenbergh (en néerlandais : Rector Van Waeyenberghdreef) est un chemin bruxellois de la commune de Schaerbeek qui va de la placette du Peuplier jusqu'au carrefour de la rue Godefroid Guffens et de l'avenue Raymond Foucart.

## Origine du nom de la voie
La drève porte le nom d'un prêtre et recteur de l’Université de Louvain, Honoré Van Waeyenbergh, né à Bruxelles le 25 novembre 1891 et décédé à Korbeek-Lo (Bierbeek) le 19 juillet 1971.

## Parc Albert Ier

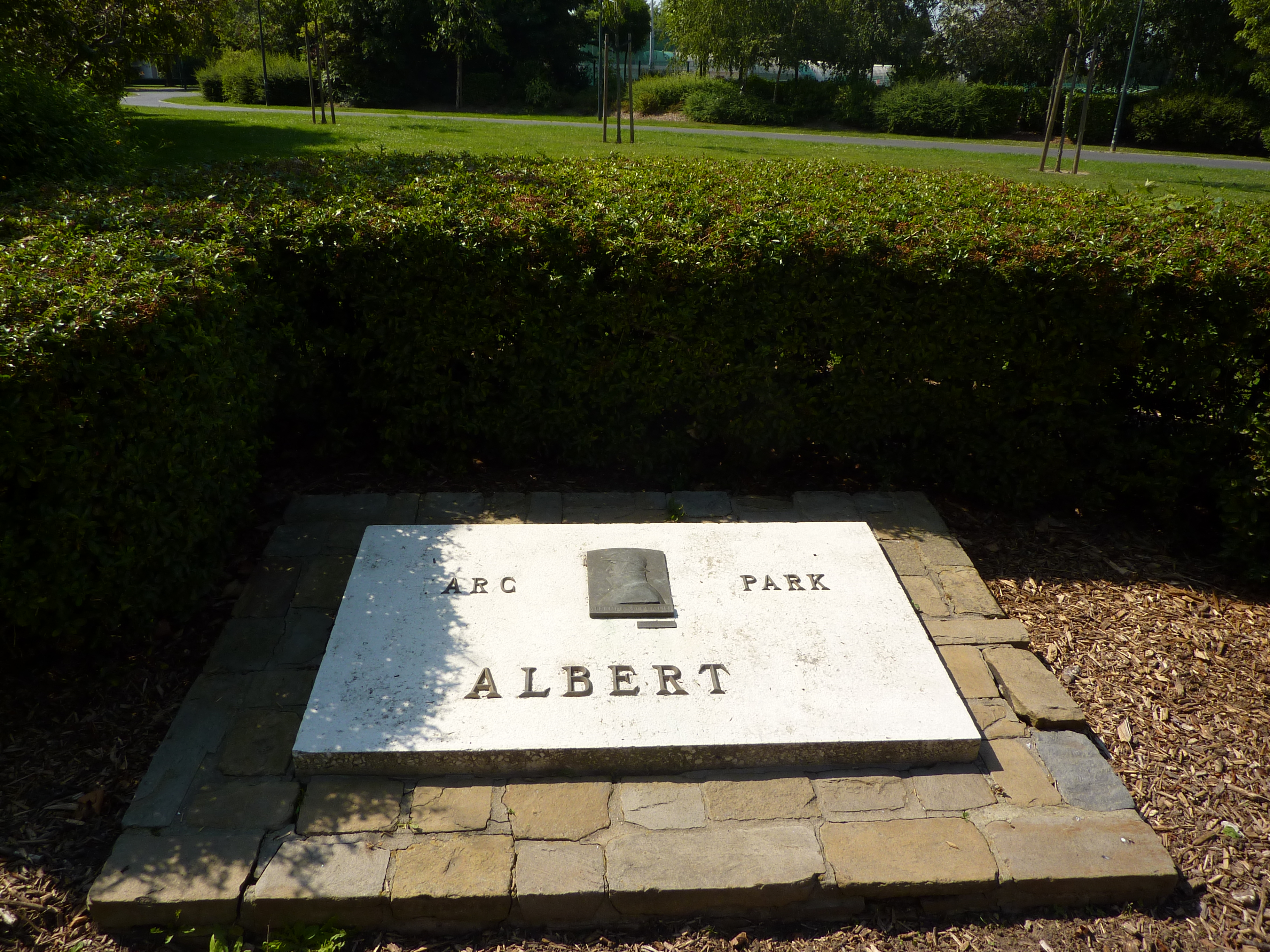
Parc Albert Ier

La drève Recteur Van Waeyenbergh traverse le parc Albert Ier, appelé communément parc Terdelt. Ce chemin ne comporte aucune habitation. Le parc, inauguré le 7 juin 1981, a été aménagé sur le site de l'ancien cimetière de Schaerbeek, fermé en 1972.
Le parc Albert Ier compte cinq arbres répertoriés comme arbres remarquables par la Commission des monuments et des sites :
- Tilleul argenté (Tilia tomentosa) circonférence 2,93 m
- Hêtre pourpre (Fagus sylvatica f. purpurea) cir. 2,48 m
- Séquoia géant (Sequoiadendron giganteum) cir. 1,64 m
- Séquoia géant (Sequoiadendron giganteum) cir. 1,38 m
- Séquoia géant (Sequoiadendron giganteum) cir. 1,24 m